# 431
431 foi um ano comum do século V no Calendário Juliano. com 53 semanas, o ano teve início e fim numa quinta-feira com a letra dominical D.  Segundo o horóscopo chinês, foi o ano da Cabra.
| Ano completo                        |
| ----------------------------------- |
| Ano comum com início à quinta-feira |

## Eventos
- Concílio de Éfeso - Condenação de Nestório e de Pelágio da Bretanha.